# Oddo degli Oddi
Oddo degli Oddi (Padova, 1478 – Padova, 5 febbraio 1558) è stato un letterato e medico italiano.

## Biografia
Dopo aver insegnato greco e latino all'università di Padova, si trasferì a Venezia dove praticò l'arte medica. In seguito ritornò nella città natale ottenendo la cattedra di medicina.
Oddo degli Oddi sostenne convintamente le teorie di Galeno tanto da essere soprannominato "anima di Galeno" 

## Opere
- Oddus de Oddis, De pestis et pestiferorum omnium affectum causis signis, Venezia, Paolo e Antonio Meietti, 1570.
- Oddus de Oddis, Exactissima et dilucidissima Expositio in librum artis medicinalis Galeni, Venezia, Paolo e Antonio Meietti, 1574.